# Interposición (baloncesto)

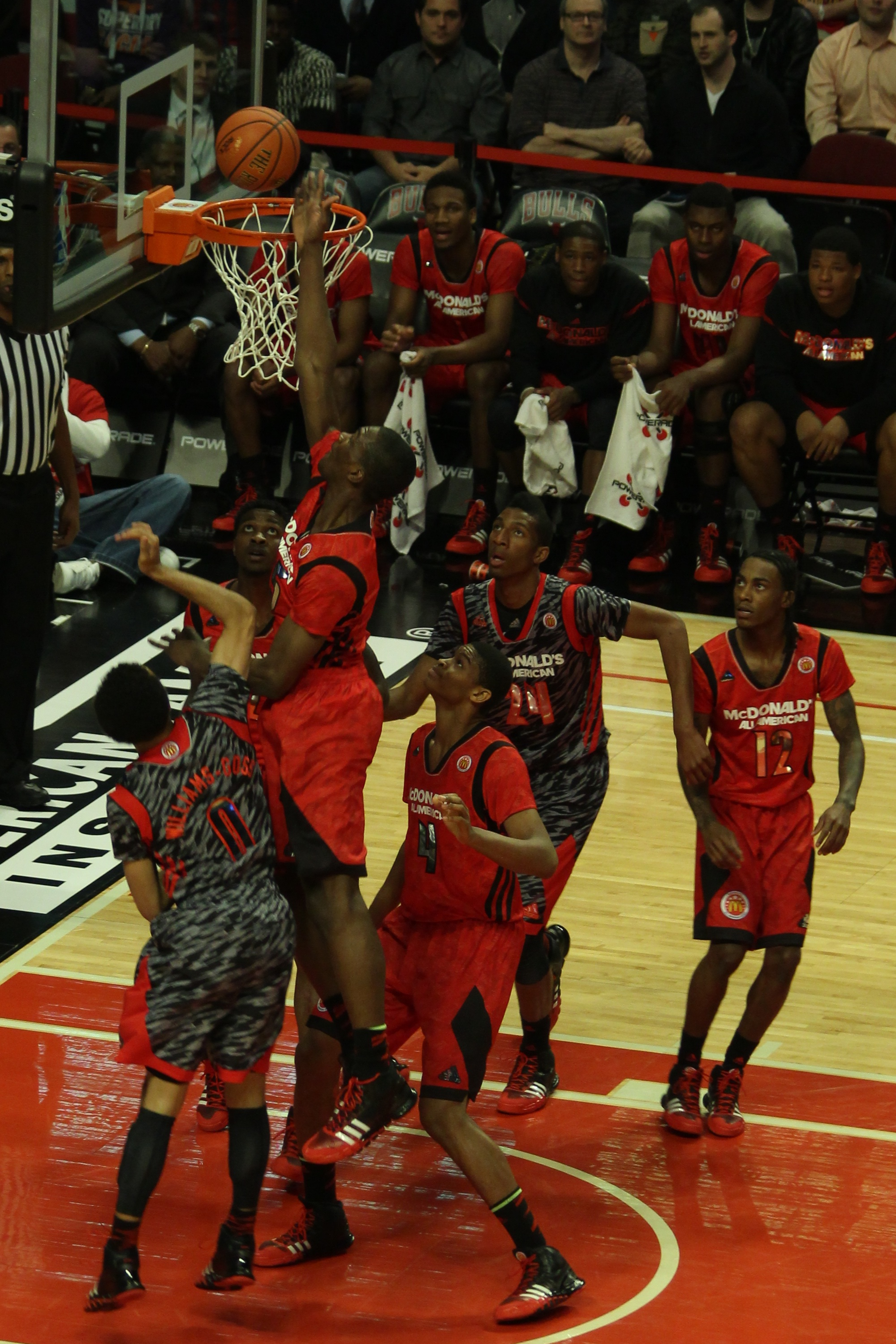
Goaltending de Noah Vonleh en un McDonald's All-American Game.

En baloncesto, la interposición o goaltending es una infracción o violación en la que el jugador desvía el balón de su trayectoria a la canasta cuando ya está descendiendo, sin haber tocado previamente el aro. A menudo se refiere también como tapón ilegal. En la NBA, la WNBA y en el baloncesto universitario estadounidense también se considera goaltending cuando un jugador toca el balón cuando este se encuentra sobre el cilindro imaginario sobre el aro, haya tocado o no previamente éste.